# استوکارید
استوکارید (به سوئدی: Stockaryd) یک منطقه مسکونی است که در بخش سوخو شهرستان یونشوپینگ در کشور سوئد واقع شده است. جمعیت استوکارید در پایان سال ۲۰۱۰ بالغ بر ۹۵۸ نفر بوده است.